# Керамічний провулок (Київ)
Керамі́чний прову́лок — провулок у Голосіївському районі міста Києва, місцевість Деміївка. Пролягає від Голосіївської вулиці до Ремісничого провулка. 

## Історія
Виник на початку XX століття під назвою Мишоловський провулок. У 1930–40-х роках фігурував під паралельною назвою Банний провулок (під такою назвою позначений на картах 1935, 1943 та 1947 років). Сучасна назва — з 1938 року (повторні рішення про перейменування 1944 та 1952 року), від розташованого поруч кар'єру, де видобувається сировина для керамічного заводу.